# Frédéric Cermeno
Frédéric Cermeño, nascut el 20 de juny 1979 a Perpinyà (Catalunya del nord), és un jugador de rugbi. Va jugar a la selecció de França i canvià de posició a la de darrere fa 1,75 m i pesa 78 kg. El 2009, es va traslladar a la lliga de rugbi a XIII, i va signar amb el Pia.

## Carrera

### En club
- Elna (Campionat federal 3)
- USAP de Perpinyà
- 02/2006-2007 amb el Castres Olympique
- 2007-2009 : AS Béziers
- 2009 : SM Pia XIII